# Reizo Fukuhara
Reizo Fukuhara (福原 黎三, Fukuhara Reizo, Higashihiroshima, 2 april 1931 – 27 februari 1970) was een Japans voetballer die als middenvelder speelde.

## Japans voetbalelftal
Reizo Fukuhara debuteerde in 1955 in het Japans nationaal elftal en speelde 2 interlands.

## Statistieken
| Japans voetbalelftal | Japans voetbalelftal | Japans voetbalelftal |
| Jaar                 | Wed.                 | Dlp.                 |
| -------------------- | -------------------- | -------------------- |
| 1955                 | 2                    | 0                    |
| Totaal               | 2                    | 0                    |